# エカテリーナ・サボー
エカテリーナ・サボー（Ecaterina Szabo、1967年1月22日 - ）は、ルーマニアの女子体操選手。1984年ロサンゼルスオリンピックの金メダリストである。ハンガリー系ルーマニア人。トランシルヴァニア地方コヴァスナ県ザゴン出身。

## 略歴
サボーは、ルーマニア代表の女子体操選手として、オリンピック、世界選手権で数多くのタイトルを獲得。特にその活躍が語られているのが、1984年ロサンゼルスオリンピックで団体総合の金メダルと、出場した3つの種目別での金メダル。そして、アメリカのメアリー・ルー・レットンと競いあった個人総合での銀メダルも有名である。
サボーは、1987年の世界体操選手権の団体総合でも、アウレリア・ドブレやダニエラ・シリバシュらとともにルーマニア代表としてソ連を下して金メダルを獲得した。
2000年に国際体操殿堂入りを果たす。